# Rerrogaise
Rerrogaise är ett berg på 1 611 m ö.h. och är beläget i den västra delen av Ammarfjällmassivet och utgör högsta toppen i Sorsele kommun. På en bergshylla nedanför den branta östsidan ligger Ammarfjällets enda glaciär, Ammarglaciären, med en yta på cirka 0,65 km².